# John Baptiste O’Meara
John Baptiste O’Meara (* 24. Juni 1852 in St. Louis, Missouri; † 22. Juli 1926 ebenda) war ein US-amerikanischer Politiker. Zwischen 1893 und 1897 war er Vizegouverneur des Bundesstaates Missouri.

## Werdegang
John O’Meara war der Sohn irischer Einwanderer. Er besuchte die Webster School in seiner Geburtsstadt und studierte danach an der Saint Louis University. Später arbeitete er als Bauunternehmer und Ingenieur. Außerdem gehörte er 20 Jahre lang der Nationalgarde seines Staates an, in der er bis zum Hauptmann aufstieg. Politisch schloss er sich der Demokratischen Partei an. 1892 wurde O’Meara an der Seite von William J. Stone zum Vizegouverneur von Missouri gewählt. Dieses Amt bekleidete er zwischen dem 9. Januar 1893 und dem 11. Januar 1897. Dabei war er Stellvertreter des Gouverneurs und Vorsitzender des Staatssenats. Nach seiner Zeit als Vizegouverneur ist er politisch nicht mehr in Erscheinung getreten. John O’Meara starb am 22. Juli 1926 in seiner Heimatstadt St. Louis.